# واين تورنر
واين تورنر (بالإنجليزية: Wayne Turner)‏ (9 مارس 1961 بلوتن في المملكة المتحدة - ) هو لاعب كرة قدم بريطاني في مركز الوسط. لعب مع كوفنتري سيتي ونادي بارنت ونادي برينتفورد ونادي لوتون تاون ولينكولن سيتي أف سي.

## وصلات خارجية
- واين تورنر على موقع قاعدة بيانات كرة القدم.إي يو (الإنجليزية)